# Estíbaliz Espinosa Río
Estíbaliz Espinosa Río (A Coruña, 6 de juliol de 1974) és una poeta, escriptora, música i astrònoma aficionada gallega.
Llicenciada en Sociologia i en Filologia Hispànica per la Universitat de la Corunya, es dedica professionalment a la literatura, com a poetessa i escriu també relat curt, traducció o assaig. Tot plegat ho combina amb la divulgació científica, especialment sobre astronomia. I també, amb la música, com a mezzosoprano. Ha publicat set llibres de poemes, entre ells Pan (Premi Esquio 1999), -orama (Col·lecció Tambo, 2002) o Número e (Premi Espiral Maior de Poesia, 2001), alguns dins del marc de la tercera cultura, com Curiosidade, As neuronas irmás, i Papel a punto. També ha publicat assajos, un àlbum infantil, traduccions i relats [Cápsulas de son] sobre dones científiques. Col·labora literàriament amb el Planetari d'A Coruña, el Cuaderno de Cultura Científica de la UPV, ZigZag Diario (TVG) i l'Orquestra Simfònica de Galícia. Autora de sis llibres de poemes, entre ells Pan (Premi Esquio 1999), -orama (2002) o Número e (Premi Espiral Maior de Poesia, 2001). També ha publicat "Mecánica celeste" (1999), amb què es va donar a conèixer com a poeta, i "Pan, libro de ler e deler" (2000), entre altres obres. En aquest conjunt de textos hi ha referències al cinema, al joc humà i a l'espai exterior. Publica articles i relats en diversos mitjans de comunicació ia la xarxa gestiona els blocs mmmm ... i Abra cápsula, por favor. En la seva obra mostra influències molt variades, des de la ciència fins a les arts plàstiques, la música, la matemàtica o l'astronomia. Algunes de les seves obres poètiques han estat traduïdes al japonès, a l'hebreu, al català, al farsi, a l'anglès i a l'italià.

## Reconeixements
El 2011 va ser guardonada amb el Premi de Poesia Seria B a la Setmana Negra de Gijón, pel poema titulat "Proceso a la carne humana".
El 2017 va guanyar la XVa edició del Premi de Poesia Afundación, convocat per aquesta entitat juntament amb el Centre PEN de Galicia i amb el patrocini de la Xunta de Galicia.